# Chouzé-sur-Loire
Chouzé-sur-Loire é uma comuna francesa na região administrativa do Centro, no departamento Indre-et-Loire. Estende-se por uma área de 27,95 km². Em 2010 a comuna tinha 2 107 habitantes (densidade: 75,4 hab./km²).